# Nadab y Abiú

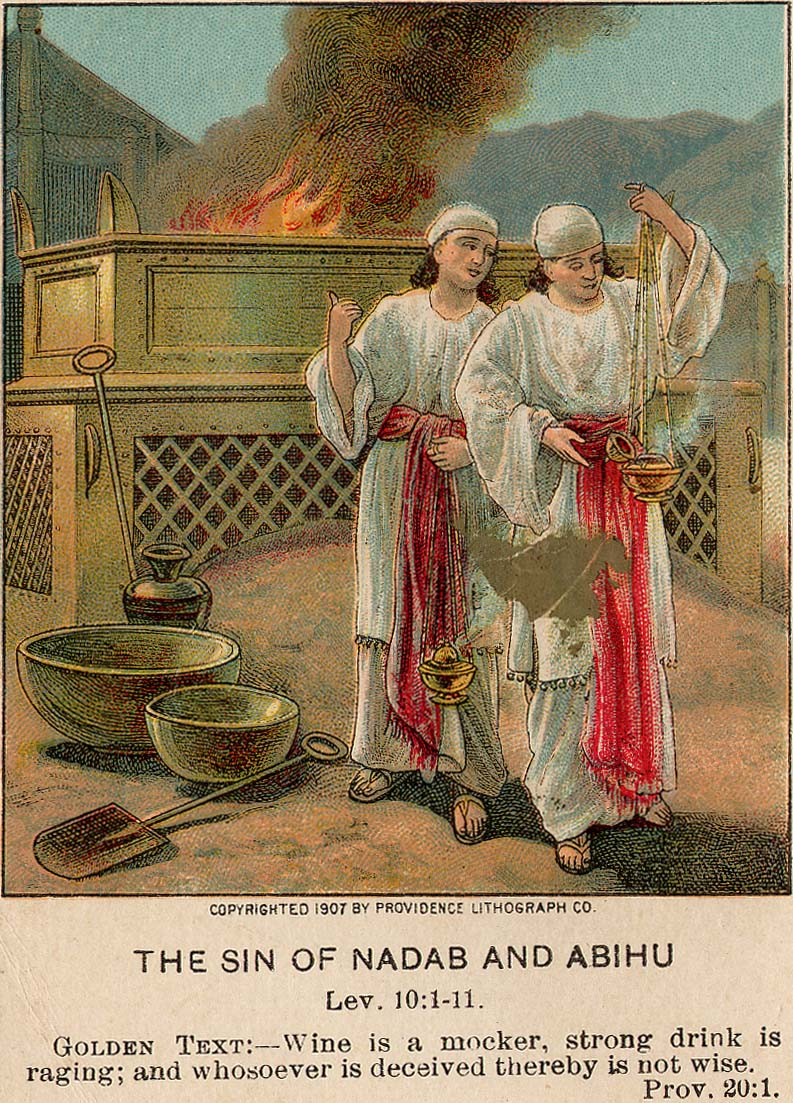
Ilustración del pecado de Nadab y Abiú, tomada de una estampa religiosa de 1907.

En los libros bíblicos del Éxodo, Levítico y Números, Nadab (נָדָב) y Avilú (אֲבִיהוּא) eran los dos hijos mayores de Aarón. Según Levítico 10, ofrecieron un sacrificio con «fuego extraño» ante Yahvé, desobedeciendo sus instrucciones, y fueron inmediatamente consumidos por el fuego.
Moisés ordenó a Aarón y a su familia que no lloraran, aunque al pueblo en general se le permitió hacerlo.

## Antecedentes
Nadab y Abiú fueron los dos primeros hijos de Aarón y Eliseba, hija de Aminadab de la tribu de Judá. Tuvieron cuatro hijos en total; los dos menores eran Eleazar e Itamar. Durante el viaje del Éxodo, después de que los israelitas afirmaran su pacto con Yahvé en Éxodo 24:3-8 Avihu y Nadav acompañaron a Moisés, Aarón y setenta ancianos hasta el Monte Sinaí. Allí vieron a Yahvé con gran claridad, caminando sobre un pavimento de piedra de zafiro, y compartieron una comida en presencia de Dios, sin sufrir ningún daño.
Aarón y sus cuatro hijos fueron los primeros levitas nombrados cuando Dios estableció el sistema sacerdotal. Los levitas como tribu fueron ordenados más tarde para el servicio sacerdotal después de responder a una llamada para ponerse del lado de Yahvé tras la idolatría centrada en el becerro de oro. Tras la muerte de Nadab y Abiú, Eleazar e Itamar ocuparon sus lugares como sacerdotes, ya que ni Nadab ni Abiú tenían hijos.

## Violación de la ley de Dios y castigo
En Éxodo 30 y Levítico, Dios describe el sacrificio adecuado que se le debe ofrecer. Aarón, el sumo sacerdote, debía presentar todas las ofrendas en representación suya y del pueblo. 

Entonces Moisés dijo a Aarón: «Acércate al altar y sacrifica tu ofrenda por el pecado y tu holocausto, haciendo expiación por ti y por el pueblo; y sacrifica la ofrenda del pueblo y haz expiación por ellos, como יהוה ha mandado».
Levítico 9:7, Torá contemporánea

 Dios enviaría su fuego para consumir el sacrificio como señal de su presencia.
Cuando el fuego de Dios descendió y consumió el sacrificio, se percibió como una señal de la gloria y el favor de Dios. Y este fuego sagrado, que Yahvé había encendido, debía utilizarse para quemar el incienso. Pero Nadab y Abiú, cuando tomaron sus incensarios para quemar incienso fragante, utilizaron un fuego diferente, un fuego extraño, no el fuego que Yahvé había encendido y ordenado utilizar para este fin; un fuego descendió del cielo y los devoró delante de la congregación.
La Biblia de estudio judía señala que cuando Nadav y Avihu encendieron la ofrenda en los incensarios, su fuego era profano. Prepararon una ofrenda de incienso sobre leña, no incienso sobre el altar. Esto se consideraba fuego extraño o profano (אֵ֣שׁ זָרָ֔ה).
La exégesis de Adam Clarke (fallecido en 1836) señala que cualquiera que alterara el sistema de sacrificios asumía una prerrogativa que solo pertenecía a Dios.

## Entierro y duelo

### Entierro
Tras la muerte de Nadab y Abiú, Moisés dictó lo que debía hacerse con sus cuerpos. Ordenó a Misael y Elzaphan, hijos de Uziel, tío de Aarón, su propio tío y tío de su hermana Miriam, que sacaran los cuerpos del santuario y los llevaran a un lugar fuera del campamento. Especificó que Mishael y Elzaphan tuvieran cuidado de tocar solo las túnicas de Nadab y Abihu, y no sus cuerpos. La primera preocupación en el entierro era evitar que lo sagrado fuera profanado y que se interrumpiera el servicio a Dios. Los cadáveres debían ser retirados inmediatamente, porque permitir que la impureza de los cuerpos permaneciera en el santuario podía invocar de nuevo la ira de Dios. Los cuerpos fueron levantados «por sus túnicas» para evitar el contacto físico directo. Esto no impedía que los portadores quedaran ritualmente impuros, pero reducía el tiempo y los procedimientos necesarios para restaurar su pureza ritual.

### Luto
A Aarón y a los demás sacerdotes supervivientes se les ordenó que no lloraran, no participaran en rituales funerarios ni tuvieran contacto con los muertos. Esto no solo se aplicaba en este caso, sino que se modificó en una orden permanente. Aunque los sacerdotes podían llorar, no podían tener contacto con los muertos, ni siquiera con su cónyuge, padres o hijos fallecidos, y no podían participar en rituales funerarios públicos. Como representantes del pueblo, los sacerdotes debían evitar cualquier cosa que pudiera descalificarlos para el servicio de Dios.  Debían permanecer listos y capaces de actuar al servicio de Dios siempre que la comunidad los necesitara.
La orden de no llorar también se aplicaba porque el crimen de Nadab y Abiú era tan provocador para Dios y merecía plenamente el castigo que Dios les había infligido. Llorar en este caso podría ser visto por el pueblo como una acusación a Dios de severidad indebida.  Tanto el pueblo como los sacerdotes debían mostrar sumisión a un juicio justo. Si los sacerdotes ungidos pecaban de esta manera, la culpa recaería no solo sobre ellos, sino también sobre el pueblo.  Además, todos los judíos tienen prohibido llorar en sábado y durante las fiestas del Señor. Son días de celebración, no se permite que la tristeza empañe la alegría de esos días.
Sin embargo, se permitía al pueblo en su conjunto llorar y mostrar su dolor. La muerte de Nadab y Abiú fue trágica, pero merecida, y el pueblo debía reconocer primero que era merecida y luego llorar su muerte.

## En el judaísmo
El pecado de Nadab y Abiú fue una grave violación de los deberes reservados a su padre, el sumo sacerdote. Sin embargo, su ofensa no se limitó a sobrepasar los límites, sino que implicó múltiples transgresiones. En primer lugar, sin autorización, se tomaron la libertad de realizar el servicio del incienso, la responsabilidad sacerdotal más sagrada e importante. En segundo lugar, colaboraron en una tarea que solo el sumo sacerdote estaba autorizado a realizar. Por último, asumieron la responsabilidad de encender ellos mismos la ofrenda de fuego. Al hacerlo, «ofrecieron fuego extraño ante el Señor», demostrando una intromisión presuntuosa y no autorizada en una función sagrada que no les correspondía. Con estas acciones, mostraron descuido, irreverencia y falta de fe, lo cual era especialmente grave para quienes prestaban servicio sacerdotal.  Un precedente de tal tendencia maligna era peligroso, y era imperativamente necesario que Dios castigara a los sacerdotes y a los objetos sagrados. 

## En el cristianismo

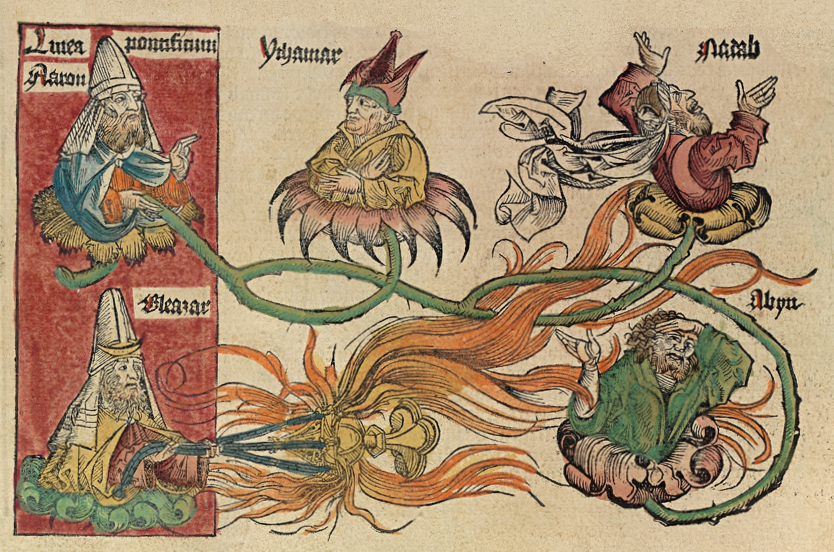
De la “'Crónica de Núremberg”' de 1493, que incluye a Nadab y Abiú.

### Catolicismo romano
Ya fuera porque Nadab y Abiú descuidaron seguir el sistema de sacrificios establecido por Dios por presunción, o por desconsideración y falta de atención, su falta fue severamente castigada para que todos aprendieran a cumplir exactamente los mandamientos de Dios, y no intentaran cambiarlos o justificarlos.  Mezclar la falsedad con la palabra de Dios era un pecado grave. Los que están en el poder, como los sacerdotes, deben ser especialmente cuidadosos en su comportamiento, porque son ejemplos para aquellos a quienes sirven.

### Puntos de vista de la Reforma y la Posreforma
Nadab y Abiú estaban en una posición privilegiada para convertirse en sacerdotes honorables y respetados. Si el acto de Nadab y Abiú hubiera sido cometido por ignorancia, se les habría pedido que ofrecieran una ofrenda por el pecado. Pero en lugar de eso, lo hicieron con presunción (deliberadamente y con arrogancia), y con desprecio hacia la majestad y la justicia de Dios. Por lo tanto, fueron expulsados, ya que la paga del pecado es la muerte. El pecado y el castigo de estos sacerdotes mostraron la imperfección de ese sacerdocio desde el principio, y que no podía proteger a nadie del fuego de la ira de Dios. 

### Punto de vista de los adventistas del séptimo día
Nadab y Abiú no fueron educados en sus años de formación para desarrollar hábitos de autocontrol, respeto y obediencia a la autoridad. Vieron a su padre, Aarón, ceder a la presión de las multitudes y hacerles un becerro de oro contra la voluntad del Señor. Esto es un llamado a los padres, especialmente a los padres piadosos, a dar un buen ejemplo de obediencia estricta y ejemplar a las leyes de Dios. 
Se cree que Nadab y Abiú también estaban ebrios en el momento de cometer su pecado. Por lo tanto, sus mentes no estaban tan claras como deberían haber estado en preparación para el servicio del Señor. Esta es la razón por la que, tras su transgresión, el Señor ordenó a Aarón y a sus hijos restantes que nunca bebieran vino ni bebidas fuertes. La misma obligación recae hoy en día sobre los hijos de Dios, para asegurarse de que evitan cualquier cosa que pueda alterar su estado mental y disminuir su servicio al Señor.